# Віто Такконе
Віто Такконе (італ. Vito_Taccone) — італійський шосейний велогонщик. Професійно займався перегонами з 1961 по 1970 роки. Він виграв вісім етапів у Джиро д'Італія, Джиро ді Ломбардія та інших італійських класичних перегонів. Брав участь у кількох чемпіонатах світу та чемпіонатах Італії з шосейного велоспорту.

## Перемоги
- 1960 (аматори)

Тарга Крокіфіссо
- 1961

10-й етап Джиро д'Італія (Барі > Потенца)
1-й етап, 2-й піветап, Три дні Півдня (Капракотта > Ізернія)
3-й етап Три дні Півдня (Матезе > Матезе, перегони на час), порівно з Джузеппе Фалларіні: Загальна класифікація Три дні Півдня
Джиро ді Ломбардія
- 1962

Джиро дель П'ємонте
- 1963

2-й етап, 1-й піветап Джиро ді Сардинія (Ольбія > Темпіо-Паузанія)
2-й етап, 2-й піветап Джиро ді Сардинія (Темпіо-Паузанія > Альгеро)
10-й етап Джиро д'Італія (Ла-Спеція > Асті)
11-й етап Джиро д'Італія (Асті > Оропа)
12-й етап Джиро д'Італія (Б'єлла > Лейкербад)
13-й етап Джиро д'Італія (Сьєрре > Сен-Венсан)
19-й етап Джиро д'Італія (Беллуно > Моена)
Джиро ді Тоскана
- 1964

Джиро ді Кампанія
1-й етап Тур Романдії (Женева > Овронназ)
4-й етап Джиро д'Італія (Сан-Пеллегрино-Терме > Парма)
- 1965

Мілан — Турин
- 1966 <

1-й етап Джиро д'Італія (Монте-Карло > Діано-Марина)
Трофео Маттеотті
6-й етап Тур Швейцарії (Цуг > Роршах)

### Інші досягнення
- 1961

Гірська класифікація Джиро д'Італія
- 1963

Гірська класифікація Джиро д'Італія
- 1967 (Germanvox-Wega)

Критерій асів (К'єті)

## Залікові місця

### Гран-тури
- Джиро д'Італія

1961: 15º
1962: 4º
1963: 6º
1964: вибув
1965: 6º
1966: 9º
1967: вибув
1968: 15º
1969: 13º
1970: 15º
- Тур де Франс

1964: вибув (13-й етап)

### Класичні велоперегони
- Мілан—Санремо

1962: 58º
1963: 71º
1964: 67º
1965: 22º
1966: 17º
1967: 14º
1970: 148º
- Тур Фландрії

1964: 13º
- Джиро ді Ломбардія

1961: переможець
1962: 5º
1963: 22º

### Всесвітні змагання
- Чемпіонати світу

Ронс 1963: 33º
Салланчес 1964: вибув
Нюрбургрінг 1966: вибув
Імола 1968: 5º
Зольдер 1969: 37º